# Elecciones legislativas de Argentina de 1918
Las elecciones legislativas de Argentina de 1918 tuvieron lugar el 3 de marzo del mencionado año con el objetivo de renovar 64 de las 120 bancas de la Cámara de Diputados de la Nación Argentina para el período 1918-1922. Fueron las primeras elecciones intermedias que debía enfrentar el gobierno de Hipólito Yrigoyen, de la Unión Cívica Radical (UCR), luego de haber desalojado definitivamente del poder al Partido Autonomista Nacional (PAN) en las elecciones presidenciales de 1916. El sistema escalonado de la elección de diputados y el método indirecto de la distribución del Senado de la Nación provocó que durante el primer bienio la cuestión legislativa fuese particularmente difícil para el gobierno radical, por lo que estos comicios tendrían especial importancia y serían vistos como un plebiscito sobre el presidente Yrigoyen.
Tal y como se esperaba, la oficialista Unión Cívica Radical obtuvo un resonante triunfo con casi la mitad del voto popular y 35 de los 64 escaños en disputa. Su victoria fue posible gracias al descalabro del Partido Socialista (PS) en la Ciudad de Buenos Aires, donde hasta entonces era dominante, y a la llegada al poder del radicalismo en la provincia de Buenos Aires, la más populosa del país, con la elección de José Camilo Crotto como gobernador. El conservadurismo continuó siendo la segunda fuerza política más importante, seguido del Partido Socialista y el Partido Demócrata Progresista (PDP). La UCR se impuso de este modo en casi todos los distritos, excepto en la provincia de Santa Fe, donde triunfó la UCR Disidente, una escisión contraria a Yrigoyen liderada por el gobernador Rodolfo Lehmann.
Con este resultado, la UCR se quedó a tan solo cinco diputados de la mayoría absoluta, pero la posibilidad de pactos temporales con otros partidos, como el socialismo o la democracia progresista, facilitó que se garantizara la aprobación de varios puntos de la agenda legislativa de Yrigoyen.

## Antecedentes
El presidente en ejercicio al momento de los comicios, Hipólito Yrigoyen, había llegado al poder en las primeras elecciones limpias del país en las cuales se aplicó la Ley Sáenz Peña, sancionada en 1912, que preveía el sufragio universal masculino, obligatorio, directo y secreto. El partido de Yrigoyen, la Unión Cívica Radical, no tomó el control del gobierno en modo absoluto debido a que en varias provincias, incluyendo la populosa provincia de Buenos Aires, todavía gobernaba el saliente Partido Autonomista Nacional, responsable del fraude electoral en la época del voto cantado. Aunque el PAN se diluyó tras la llegada del sufragio secreto, el conservadurismo, dividido en pactos distritales, aún dominaba el Senado Nacional y la UCR no contaba con una mayoría clara en la Cámara de Diputados, que se elegía cada dos años de manera escalonada, por lo que el poderío conservador fue diluido progresivamente desde las elecciones legislativas de 1912 hasta poco antes de iniciada la década de 1920.
Yrigoyen respondió a la presión ejercida por los gobernadores conservadores realizando reiteradas intervenciones federales, cosa que comenzó a hacer también con provincias gobernadas por su propio partido cuyos gobernadores o legisladores se enemistaron con sus políticas.  Su principal objetivo a destituir fue Marcelino Ugarte, gobernador de Buenos Aires, mediante una ley de intervención que fracasó dentro del Congreso de la Nación (con 36 votos a favor y 53 en contra). Yrigoyen finalmente decretó la intervención de Buenos Aires el 24 de abril de 1917, durante un receso del Congreso.
La falta de apoyo del Congreso a la agenda legislativa de Yrigoyen fue evidente no solo con respecto a las intervenciones federales, sino que se hizo notar en la política exterior. El Congreso rechazó la política neutral de Yrigoyen ante la Primera Guerra Mundial y aprobó una serie de medidas de apoyo a la Triple Entente. De hecho, el único proyecto de ley presidencial importante apoyado por el Congreso durante el período de 1916-1918 fue un modesto arancel de exportación del 5% promulgado para financiar las obras públicas rurales necesarias. Ante esta situación, se desarrollaron divisiones dentro de la propia UCR, en particular en la importante provincia de Santa Fe, una de las más pobladas y de las primeras gobernadas por el radicalismo. Allí el gobernador Rodolfo Lehmann fundó la UCR Disidente en protesta por la política del presidente sobre la remoción de gobernadores.

## Campaña
Enfocada en la crucial carrera electoral por la gobernación de la provincia de Buenos Aires, la UCR nominó a uno de sus partidarios más prominentes entre los de la aristocracia terrateniente, José Camilo Crotto. Crotto, un activista de la UCR desde sus primeros días en la década de 1890, era un reformista que compartía el apoyo de Yrigoyen para las obras públicas, el crédito agrícola y la desmonopolización de la vasta red ferroviaria de la provincia. La economía nacional, agobiada por la escasez de capital y productos importados como resultado de la Primera Guerra Mundial, había comenzado a recuperarse fuertemente a fines de 1917. Esta mejora se produjo a pesar de una huelga general en el crítico sector del transporte ferroviario, y cambió la marea electoral a favor de Yrigoyen antes de las elecciones de marzo de 1918.
El conservadurismo, por su parte, concurrió dividido y carente de un liderazgo nacional tras la caída del PAN. En Buenos Aires se presentó el Partido Conservador, en Corrientes en Partido Autonomista y el Partido Liberal formaron una coalición que representó y fortaleció al conservadurismo local. Destacan también la Concentración Popular en Mendoza, el Partido Liberal de Tucumán, entre otros. El Partido Socialista, que dominaba la Ciudad de Buenos Aires, comenzó a sufrir divisiones con la fundación del Partido Socialista Argentino (PSA).

## Reglas electorales

### Sistema electoral
Los comicios se realizaron bajo el texto constitucional sancionado en 1853. Dicha carta magna establecía que la Cámara de Diputados de la Nación Argentina debía estar compuesta por representantes de cada uno de los distritos argentinos considerados "provincias", y la ciudad de Buenos Aires, en calidad de Capital Federal de la República. Por tal motivo, los territorios nacionales no gozaban de representación parlamentaria. Del mismo modo, los diputados se elegirían por mitades de manera escalonada cada dos años, con mandatos de cuatro años para cada diputado.
En ese momento existían trece provincias, lo que junto a la Capital Federal daba un total de catorce distritos electorales. El sistema electoral empleado era el de mayoría y minoría o lista incompleta, bajo el cual los dos partidos más votados obtenían toda la representación. También el sistema adoptó el Panachage el cual dio a los electores la posibilidad de tachar o adicionar candidatos en las listas. En algunas provincias, con tan solo dos diputados de representación, el escrutinio era en la práctica mayoritario, con las dos bancas correspondiendo al partido más votado. Estos distritos no renovaban de manera escalonada.

### Bancas a elegir
| Provincia           | Bancas totales | Bancas a elegir | Bancas a elegir | Bancas a elegir |
| Provincia           | Bancas totales | Totales         | Mayoría         | Minoría         |
| ------------------- | -------------- | --------------- | --------------- | --------------- |
| Buenos Aires        | 28             | 15              | 10              | 5               |
| Capital Federal     | 20             | 10              | 7               | 3               |
| Catamarca           | 3              | 2               | 2               | —               |
| Córdoba             | 11             | 4               | 3               | 1               |
| Corrientes          | 7              | 4               | 3               | 1               |
| Entre Ríos          | 9              | 8               | 6               | 2               |
| Jujuy               | 2              | 1               | 1               | —               |
| La Rioja            | 2              | 1               | 1               | —               |
| Mendoza             | 4              | 3               | 2               | 1               |
| Salta               | 4              | 2               | 2               | —               |
| San Juan            | 3              | 1               | 1               | —               |
| San Luis            | 3              | —               | —               | —               |
| Santa Fe            | 12             | 6               | 4               | 2               |
| Santiago del Estero | 5              | 2               | 2               | —               |
| Tucumán             | 7              | 5               | 4               | 1               |
| Total               | 120            | 64              | 48              | 16              |

## Resultados
En última instancia, la UCR repitió su actuación de las elecciones legislativas de 1916, la ausencia de una oposición significativa a y la división del único partido que tenía participación a nivel nacional (el PS) condujo a una aplastante victoria para el radicalismo con el 48.07% de los votos. Si bien quedó a 5 escaños de la mayoría absoluta, había en la práctica consolidado su dominio político y la agenda de Yrigoyen quedó garantizada por pactos temporales. La provincia de Buenos Aires, el baluarte de la oposición conservadora, tendría su primer gobernador electo de la UCR con la derrota del candidato conservador Alfredo Echagüe ante Crotto por 114.000 a 68.000, así como la obtención de una amplia mayoría en la legislatura provincial. La UCR se impuso en casi todas las provincias en las que se celebraron elecciones en 1918, así como en la Ciudad de Buenos Aires, donde el PSA no logró acceder a la Cámara y tan solo dividió el voto socialista, de modo que el PS obtuvo solo 3 de los 9 escaños en juego. La derrota más evidente de Yrigoyen, a su vez, fue en Santa Fe, donde la UCR Disidente del gobernador Lehmann consiguió 4 de los 6 escaños en juego.
|  | 46,92 % |

|  | 9,15 % |

|  | 4,82 % |

|  | 1,98 % |

|  | 1,89 % |

|  | 1,24 % |

|  | 1,18 % |

|  | 1,16 % |

|  | 1,09 % |

|  | 22,50 % |

|  | 8,74 % |

|  | 8,43 % |

|  | 7,76 % |

|  | 4,74 % |

|  | 0,37 % |

|  | 0,17 % |

|  | 0,09 % |

|  | 0,06 % |

|  | 0,22 % |

|  | 97,74 % |

|  | 1,30 % |

|  | 0,01 % |

|  | 0,00 % |

|  | 0,01 % |

|  | 0,94 % |

|  | 100 % |

|  | 58,48 % |

## Resultados por provincia
| Provincia de Buenos Aires 15 Diputados       | Provincia de Buenos Aires 15 Diputados   | Provincia de Buenos Aires 15 Diputados | Provincia de Buenos Aires 15 Diputados | Provincia de Buenos Aires 15 Diputados | Provincia de Buenos Aires 15 Diputados |
| Partido                                      | Partido                                  | Candidato                              | Votos al candidato                     | Votos al partido                       | %                                      |
| -------------------------------------------- | ---------------------------------------- | -------------------------------------- | -------------------------------------- | -------------------------------------- | -------------------------------------- |
|                                              | Unión Cívica Radical                     | Juan B. Aramburu                       | 115.607                                | 115.607                                | 60,09                                  |
| Pedro Caracoche                              | Unión Cívica Radical                     | 115.602                                |                                        | 115.607                                | 60,09                                  |
| Valentín Vergara                             | Unión Cívica Radical                     | 115.600                                |                                        | 115.607                                | 60,09                                  |
| Ricardo J. Davel                             | Unión Cívica Radical                     | 115.532                                |                                        | 115.607                                | 60,09                                  |
| Arturo Isnardi                               | Unión Cívica Radical                     | 115.450                                |                                        | 115.607                                | 60,09                                  |
| Horacio Oyhanarte                            | Unión Cívica Radical                     | 115.410                                |                                        | 115.607                                | 60,09                                  |
| Juan A. O'Farrell                            | Unión Cívica Radical                     | 115.258                                |                                        | 115.607                                | 60,09                                  |
| Francisco Aníbal Riú                         | Unión Cívica Radical                     | 114.799                                |                                        | 115.607                                | 60,09                                  |
| Enrique Cabrera                              | Unión Cívica Radical                     | 114.559                                |                                        | 115.607                                | 60,09                                  |
| Pedro F. Gibert                              | Unión Cívica Radical                     | 115.142                                |                                        | 115.607                                | 60,09                                  |
|                                              | Partido Conservador                      | Marco Aurelio Avellaneda (h)           | 68.195                                 | 68.195                                 | 35,44                                  |
| Mariano Demaría (h)                          | Partido Conservador                      | 68.180                                 |                                        | 68.195                                 | 35,44                                  |
| Matías Sánchez Sorondo                       | Partido Conservador                      | 68.038                                 |                                        | 68.195                                 | 35,44                                  |
| Julio A. Costa                               | Partido Conservador                      | 68.035                                 |                                        | 68.195                                 | 35,44                                  |
| Nicolás A. Avellaneda                        | Partido Conservador                      | 68.996                                 |                                        | 68.195                                 | 35,44                                  |
| Mariano de Vedia y Mitre                     | Partido Conservador                      | 67.938                                 |                                        | 68.195                                 | 35,44                                  |
| Rodolfo P. Sarrat                            | Partido Conservador                      | 67.874                                 |                                        | 68.195                                 | 35,44                                  |
| Francisco Uriburu (h)                        | Partido Conservador                      | 67.858                                 |                                        | 68.195                                 | 35,44                                  |
| Juan Pablo Sáenz Valiente                    | Partido Conservador                      | 67.804                                 |                                        | 68.195                                 | 35,44                                  |
| Guillermo Pasman                             | Partido Conservador                      | 67.704                                 |                                        | 68.195                                 | 35,44                                  |
|                                              | Partido Socialista                       | José M. Lemos                          | 7.684                                  | 7.684                                  | 3,99                                   |
| José P. Baliño                               | Partido Socialista                       | 7.682                                  |                                        | 7.684                                  | 3,99                                   |
| Jacinto Oddone                               | Partido Socialista                       | 7.677                                  |                                        | 7.684                                  | 3,99                                   |
| Basilio Vidal                                | Partido Socialista                       | 7.677                                  |                                        | 7.684                                  | 3,99                                   |
| Ismael Moreno                                | Partido Socialista                       | 7.677                                  |                                        | 7.684                                  | 3,99                                   |
| Domingo Besasso                              | Partido Socialista                       | 7.674                                  |                                        | 7.684                                  | 3,99                                   |
| Gerónimo Della Latta                         | Partido Socialista                       | 7.673                                  |                                        | 7.684                                  | 3,99                                   |
| Marcelino Folgar                             | Partido Socialista                       | 7.673                                  |                                        | 7.684                                  | 3,99                                   |
| Miguel Pizza                                 | Partido Socialista                       | 7.672                                  |                                        | 7.684                                  | 3,99                                   |
| Antonio Méndez Lanusse                       | Partido Socialista                       | 7.670                                  |                                        | 7.684                                  | 3,99                                   |
|                                              | Otros                                    | Estanislao Zeballos                    | 916                                    | 916                                    | 0,48                                   |
| Luis Mitre                                   | Otros                                    | 745                                    |                                        | 916                                    | 0,48                                   |
| José A. Cortejarena                          | Otros                                    | 697                                    |                                        | 916                                    | 0,48                                   |
| Norberto Piñero                              | Otros                                    | 721                                    |                                        | 916                                    | 0,48                                   |
| Joaquín Samuel de Anchorena                  | Otros                                    | 717                                    |                                        | 916                                    | 0,48                                   |
| Tomás Cullen                                 | Otros                                    | 714                                    |                                        | 916                                    | 0,48                                   |
| Emilio Frers                                 | Otros                                    | 717                                    |                                        | 916                                    | 0,48                                   |
| Julio Peña                                   | Otros                                    | 696                                    |                                        | 916                                    | 0,48                                   |
| Enrique S. Pérez                             | Otros                                    | 692                                    |                                        | 916                                    | 0,48                                   |
| Carlos Guerrero                              | Otros                                    | 689                                    |                                        | 916                                    | 0,48                                   |
| Votos positivos                              | Votos positivos                          | Votos positivos                        | Votos positivos                        | 192.402                                | 99,11                                  |
| Diferencia de actas                          | Diferencia de actas                      | Diferencia de actas                    | Diferencia de actas                    | 1.718                                  | 0,89                                   |
| Total de votos                               | Total de votos                           | Total de votos                         | Total de votos                         | 194.120                                | 100                                    |
| Electores registrados/Participación          | Electores registrados/Participación      | Electores registrados/Participación    | Electores registrados/Participación    | 332.136                                | 58,45                                  |
| Capital Federal 10 Diputados                 |                                          |                                        |                                        |                                        |                                        |
| Partido                                      | Partido                                  | Candidato                              | Votos al candidato                     | Votos al partido                       | %                                      |
|                                              | Unión Cívica Radical                     | Carlos A. Becú                         | 74.200                                 | 74.200                                 | 43,15                                  |
| Rogelio Araya                                | Unión Cívica Radical                     | 72.989                                 |                                        | 74.200                                 | 43,15                                  |
| Tomás Le Bretón                              | Unión Cívica Radical                     | 72.699                                 |                                        | 74.200                                 | 43,15                                  |
| José Tamborini                               | Unión Cívica Radical                     | 71.004                                 |                                        | 74.200                                 | 43,15                                  |
| Francisco Beiró                              | Unión Cívica Radical                     | 70.888                                 |                                        | 74.200                                 | 43,15                                  |
| Andrés Ferreyra (h)                          | Unión Cívica Radical                     | 70.721                                 |                                        | 74.200                                 | 43,15                                  |
| Jacinto Fernández                            | Unión Cívica Radical                     | 66.385                                 |                                        | 74.200                                 | 43,15                                  |
|                                              | Partido Socialista                       | Mario Bravo                            | 49.366                                 | 49.366                                 | 28,71                                  |
| Antonio de Tomaso                            | Partido Socialista                       | 48.205                                 |                                        | 49.366                                 | 28,71                                  |
| Nicolás Repetto                              | Partido Socialista                       | 48.093                                 |                                        | 49.366                                 | 28,71                                  |
| Francisco Cúneo                              | Partido Socialista                       | 46.411                                 |                                        | 49.366                                 | 28,71                                  |
| Antonio Zaccagnini                           | Partido Socialista                       | 45.310                                 |                                        | 49.366                                 | 28,71                                  |
| Adolfo Dickman                               | Partido Socialista                       | 44.922                                 |                                        | 49.366                                 | 28,71                                  |
| Ángel M. Giménez                             | Partido Socialista                       | 43.284                                 |                                        | 49.366                                 | 28,71                                  |
|                                              | Partido Socialista Argentino             | Alfredo Palacios                       | 35.309                                 | 35.309                                 | 20,54                                  |
| Ricardo Bello                                | Partido Socialista Argentino             | 4.668                                  |                                        | 35.309                                 | 20,54                                  |
| Samuel de Madrid                             | Partido Socialista Argentino             | 4.611                                  |                                        | 35.309                                 | 20,54                                  |
| Carlos N. Caminos                            | Partido Socialista Argentino             | 4.302                                  |                                        | 35.309                                 | 20,54                                  |
| Eduardo Miranda Gallino                      | Partido Socialista Argentino             | 4.203                                  |                                        | 35.309                                 | 20,54                                  |
| Víctor French Matheu                         | Partido Socialista Argentino             | 4.181                                  |                                        | 35.309                                 | 20,54                                  |
| Carlos G. Antola                             | Partido Socialista Argentino             | 4.175                                  |                                        | 35.309                                 | 20,54                                  |
|                                              | Partido Demócrata Progresista            | Francisco A. Barroetaveña              | 9.069                                  | 9.069                                  | 5,27                                   |
| José Ignacio Llobet                          | Partido Demócrata Progresista            | 9.058                                  |                                        | 9.069                                  | 5,27                                   |
| Alejandro Carbó                              | Partido Demócrata Progresista            | 8.310                                  |                                        | 9.069                                  | 5,27                                   |
| C. Rodríguez Larreta                         | Partido Demócrata Progresista            | 8.274                                  |                                        | 9.069                                  | 5,27                                   |
| Carlos Quintana                              | Partido Demócrata Progresista            | 5.814                                  |                                        | 9.069                                  | 5,27                                   |
| Virgilio Tedín Uriburu                       | Partido Demócrata Progresista            | 5.642                                  |                                        | 9.069                                  | 5,27                                   |
| Alejandro Mantecón (h)                       | Partido Demócrata Progresista            | 5.114                                  |                                        | 9.069                                  | 5,27                                   |
|                                              | Partido Socialista Internacional         | José F. Grosso                         | 2.753                                  | 2.753                                  | 1,60                                   |
| José Fernando Penelón                        | Partido Socialista Internacional         | 2.752                                  |                                        | 2.753                                  | 1,60                                   |
| Carlos Pascali                               | Partido Socialista Internacional         | 2.665                                  |                                        | 2.753                                  | 1,60                                   |
| Aldo Cantoni                                 | Partido Socialista Internacional         | 2.652                                  |                                        | 2.753                                  | 1,60                                   |
| Juan Ferlini                                 | Partido Socialista Internacional         | 2.595                                  |                                        | 2.753                                  | 1,60                                   |
| Pedro D. Zibecchi                            | Partido Socialista Internacional         | 2.515                                  |                                        | 2.753                                  | 1,60                                   |
| Alberto Palcos                               | Partido Socialista Internacional         | 2.477                                  |                                        | 2.753                                  | 1,60                                   |
|                                              | Partido Unitario                         | Ricardo Tarnassi                       | 1.242                                  | 1.242                                  | 0,72                                   |
| Italo A. Napoli                              | Partido Unitario                         | 809                                    |                                        | 1.242                                  | 0,72                                   |
| Juan A. Mendoza Zelis                        | Partido Unitario                         | 799                                    |                                        | 1.242                                  | 0,72                                   |
| Vicente J. Reisse                            | Partido Unitario                         | 728                                    |                                        | 1.242                                  | 0,72                                   |
| José E. Rodríguez                            | Partido Unitario                         | 726                                    |                                        | 1.242                                  | 0,72                                   |
| Tomás Guerrero                               | Partido Unitario                         | 719                                    |                                        | 1.242                                  | 0,72                                   |
| Alberto Campos Otamendi                      | Partido Unitario                         | 697                                    |                                        | 1.242                                  | 0,72                                   |
| Luis G. Scheiner                             | Partido Unitario                         | 677                                    |                                        | 1.242                                  | 0,72                                   |
| Total de votos                               | Total de votos                           | Total de votos                         | Total de votos                         | 171.939                                | 100                                    |
| Electores registrados/Participación          | Electores registrados/Participación      | Electores registrados/Participación    | Electores registrados/Participación    | 196.385                                | 87,55                                  |
| Provincia de Catamarca 2 Diputados           |                                          |                                        |                                        |                                        |                                        |
| Partido                                      | Partido                                  | Candidato                              | Votos al candidato                     | Votos al partido                       | %                                      |
|                                              | Unión Cívica Radical                     | Napoleón Robin Castro                  | 9.036                                  | 9.036                                  | 52,75                                  |
| Valentín Berrondo                            | Unión Cívica Radical                     | 9.034                                  |                                        | 9.036                                  | 52,75                                  |
|                                              | Concentración Catamarqueña               | Enrique Ocampo                         | 8.089                                  | 8.089                                  | 47,22                                  |
| Alejandro Ruzo                               | Concentración Catamarqueña               | 8.085                                  |                                        | 8.089                                  | 47,22                                  |
|                                              | Otros                                    | Alberto Ponce de León                  | 1                                      | 1                                      | 0,01                                   |
|                                              | Otros                                    | Misael Hernández Herrera               | 1                                      | 1                                      | 0,01                                   |
|                                              | Otros                                    | Pedro I. Acuña                         | 1                                      | 1                                      | 0,01                                   |
|                                              | Otros                                    | Francisco Cubas                        | 1                                      | 1                                      | 0,01                                   |
|                                              | Otros                                    | Guillermo Ruzo                         | 1                                      | 1                                      | 0,01                                   |
|                                              | Otros                                    | Carlos Rava                            | 1                                      | 1                                      | 0,01                                   |
| Votos positivos                              | Votos positivos                          | Votos positivos                        | Votos positivos                        | 17.131                                 | 98,08                                  |
| Votos en blanco                              | Votos en blanco                          | Votos en blanco                        | Votos en blanco                        | 330                                    | 1,89                                   |
| Votos impugnados                             | Votos impugnados                         | Votos impugnados                       | Votos impugnados                       | 6                                      | 0,03                                   |
| Total de votos                               | Total de votos                           | Total de votos                         | Total de votos                         | 17.467                                 | 100                                    |
| Electores registrados/Participación          | Electores registrados/Participación      | Electores registrados/Participación    | Electores registrados/Participación    | 24.452                                 | 71,43                                  |
| Provincia de Córdoba 4 Diputados             |                                          |                                        |                                        |                                        |                                        |
| Partido                                      | Partido                                  | Candidato                              | Votos al candidato                     | Votos al partido                       | %                                      |
|                                              | Unión Cívica Radical ("Azules")          | Enrique Martínez                       | 30.147                                 | 30.147                                 | 45,11                                  |
| José María Martínez                          | Unión Cívica Radical ("Azules")          | 29.782                                 |                                        | 30.147                                 | 45,11                                  |
| Agustín J. Villarroel                        | Unión Cívica Radical ("Azules")          | 29.622                                 |                                        | 30.147                                 | 45,11                                  |
|                                              | Partido Demócrata Progresista            | Rafael Núñez                           | 25.964                                 | 25.964                                 | 38,85                                  |
| Pedro Clara                                  | Partido Demócrata Progresista            | 25.592                                 |                                        | 25.964                                 | 38,85                                  |
| Rubén J. Dussaut                             | Partido Demócrata Progresista            | 25.358                                 |                                        | 25.964                                 | 38,85                                  |
|                                              | Unión Cívica Radical Disidente ("Rojos") | Pedro Larlús                           | 10.603                                 | 10.603                                 | 15,86                                  |
| Sixto Arias Moreno                           | Unión Cívica Radical Disidente ("Rojos") | 10.293                                 |                                        | 10.603                                 | 15,86                                  |
| J. M. Ferreyra Reinafé                       | Unión Cívica Radical Disidente ("Rojos") | 10.167                                 |                                        | 10.603                                 | 15,86                                  |
|                                              | Partido Socialista                       | Sin datos                              | Sin datos                              | 120                                    | 0,18                                   |
| Votos positivos                              | Votos positivos                          | Votos positivos                        | Votos positivos                        | 66.834                                 | 97,40                                  |
| Diferencia de actas                          | Diferencia de actas                      | Diferencia de actas                    | Diferencia de actas                    | 1.782                                  | 2,60                                   |
| Total de votos                               | Total de votos                           | Total de votos                         | Total de votos                         | 68.616                                 | 100                                    |
| Electores registrados/Participación          | Electores registrados/Participación      | Electores registrados/Participación    | Electores registrados/Participación    | 152.692                                | 44,94                                  |
| Provincia de Corrientes 4 Diputados          |                                          |                                        |                                        |                                        |                                        |
| Partido                                      | Partido                                  | Candidato                              | Votos al candidato                     | Votos al partido                       | %                                      |
|                                              | Concentración Cívica                     | Eugenio E. Breard (PACo)               | 14.769                                 | 14.769                                 | 33,91                                  |
| Evaristo Pérez Virasoro (PLCo)               | Concentración Cívica                     | 14.750                                 |                                        | 14.769                                 | 33,91                                  |
| Manuel A. Bermúdez (PLCo)                    | Concentración Cívica                     | 14.721                                 |                                        | 14.769                                 | 33,91                                  |
|                                              | Unión Cívica Radical                     | José Antonio González                  | 13.134                                 | 13.134                                 | 30,15                                  |
| Julio G. Guastavino                          | Unión Cívica Radical                     | 13.113                                 |                                        | 13.134                                 | 30,15                                  |
| Juan B. Fleitas                              | Unión Cívica Radical                     | 13.092                                 |                                        | 13.134                                 | 30,15                                  |
|                                              | Partido Autonomista de Corrientes        | Edmundo Resoagli                       | 8.821                                  | 8.821                                  | 20,25                                  |
| Felipe C. Solari                             | Partido Autonomista de Corrientes        | 8.777                                  |                                        | 8.821                                  | 20,25                                  |
| Luciano Romero                               | Partido Autonomista de Corrientes        | 8.708                                  |                                        | 8.821                                  | 20,25                                  |
|                                              | Unión Cívica Radical Disidente           | Amado Sosa                             | 6.834                                  | 6.834                                  | 15,69                                  |
| Luis G. Zervino                              | Unión Cívica Radical Disidente           | 6.832                                  |                                        | 6.834                                  | 15,69                                  |
| Justo Díaz de Vivar                          | Unión Cívica Radical Disidente           | 6.823                                  |                                        | 6.834                                  | 15,69                                  |
| Votos positivos                              | Votos positivos                          | Votos positivos                        | Votos positivos                        | 43.558                                 | 97,87                                  |
| Diferencia de actas                          | Diferencia de actas                      | Diferencia de actas                    | Diferencia de actas                    | 950                                    | 2,13                                   |
| Total de votos                               | Total de votos                           | Total de votos                         | Total de votos                         | 44.508                                 | 100                                    |
| Electores registrados/Participación          | Electores registrados/Participación      | Electores registrados/Participación    | Electores registrados/Participación    | 78.104                                 | 56,99                                  |
| Provincia de Entre Ríos 8 Diputados          |                                          |                                        |                                        |                                        |                                        |
| Partido                                      | Partido                                  | Candidato                              | Votos al candidato                     | Votos al partido                       | %                                      |
|                                              | Concentración Popular                    | Luis M. Daneri                         | 24.237                                 | 24.237                                 | 46,19                                  |
| Damián P. Garat                              | Concentración Popular                    | 24.227                                 |                                        | 24.237                                 | 46,19                                  |
| Lucilo B. López                              | Concentración Popular                    | 24.210                                 |                                        | 24.237                                 | 46,19                                  |
| Arturo Leguizamón                            | Concentración Popular                    | 24.204                                 |                                        | 24.237                                 | 46,19                                  |
| Alberto Méndez Casariego                     | Concentración Popular                    | 24.177                                 |                                        | 24.237                                 | 46,19                                  |
| Sabá Hernández                               | Concentración Popular                    | 24.122                                 |                                        | 24.237                                 | 46,19                                  |
|                                              | Unión Cívica Radical                     | Eduardo Mouesca                        | 23.357                                 | 23.357                                 | 44,52                                  |
| Celestino Marcó                              | Unión Cívica Radical                     | 23.341                                 |                                        | 23.357                                 | 44,52                                  |
| Emilio Mihura                                | Unión Cívica Radical                     | 23.340                                 |                                        | 23.357                                 | 44,52                                  |
| Herminio Juan Quirós                         | Unión Cívica Radical                     | 23.331                                 |                                        | 23.357                                 | 44,52                                  |
| Mariano G. Calvente                          | Unión Cívica Radical                     | 23.323                                 |                                        | 23.357                                 | 44,52                                  |
| Miguel J. Ruiz                               | Unión Cívica Radical                     | 23.292                                 |                                        | 23.357                                 | 44,52                                  |
|                                              | Unión Cívica Radical Disidente           | Juan Carlos Rivere                     | 4.693                                  | 4.693                                  | 8,94                                   |
| Arturo Álvarez y Álvarez                     | Unión Cívica Radical Disidente           | 4.680                                  |                                        | 4.693                                  | 8,94                                   |
| Gregorio E. Morán                            | Unión Cívica Radical Disidente           | 4.677                                  |                                        | 4.693                                  | 8,94                                   |
| Amaro C. López                               | Unión Cívica Radical Disidente           | 4.674                                  |                                        | 4.693                                  | 8,94                                   |
| Vicente Segovia                              | Unión Cívica Radical Disidente           | 4.660                                  |                                        | 4.693                                  | 8,94                                   |
| Justo Soler y Urquiza                        | Unión Cívica Radical Disidente           | 4.636                                  |                                        | 4.693                                  | 8,94                                   |
|                                              | Partido Socialista                       | Carlos A. Rossi                        | 170                                    | 170                                    | 0,32                                   |
| Edmundo Chedufau                             | Partido Socialista                       | 80                                     |                                        | 170                                    | 0,32                                   |
|                                              | Otros                                    | Otros                                  | Otros                                  | 11                                     | 0,02                                   |
| Votos positivos                              | Votos positivos                          | Votos positivos                        | Votos positivos                        | 52.468                                 | 97,75                                  |
| Votos en blanco                              | Votos en blanco                          | Votos en blanco                        | Votos en blanco                        | 1.203                                  | 2,24                                   |
| Votos impugnados                             | Votos impugnados                         | Votos impugnados                       | Votos impugnados                       | 5                                      | 0,01                                   |
| Total de votos                               | Total de votos                           | Total de votos                         | Total de votos                         | 53.676                                 | 100                                    |
| Electores registrados/Participación          | Electores registrados/Participación      | Electores registrados/Participación    | Electores registrados/Participación    | 87.712                                 | 61,20                                  |
| Provincia de Jujuy 1 Diputado                |                                          |                                        |                                        |                                        |                                        |
| Partido                                      | Partido                                  | Candidato                              | Candidato                              | Votos                                  | %                                      |
|                                              | Unión Cívica Radical                     | Teófilo Sánchez de Bustamante (h)      | Teófilo Sánchez de Bustamante (h)      | 5.293                                  | 56,24                                  |
|                                              | Unión Cívica Radical Disidente           | Inchausty                              | Inchausty                              | 4.118                                  | 43,76                                  |
| Votos positivos                              | Votos positivos                          | Votos positivos                        | Votos positivos                        | 9.411                                  | 97,27                                  |
| Votos en blanco                              | Votos en blanco                          | Votos en blanco                        | Votos en blanco                        | 128                                    | 1,32                                   |
| Votos anulados                               | Votos anulados                           | Votos anulados                         | Votos anulados                         | 60                                     | 0,62                                   |
| Sobres vacíos                                | Sobres vacíos                            | Sobres vacíos                          | Sobres vacíos                          | 76                                     | 0,79                                   |
| Total de votos                               | Total de votos                           | Total de votos                         | Total de votos                         | 9.675                                  | 100                                    |
| Electores registrados/Participación          | Electores registrados/Participación      | Electores registrados/Participación    | Electores registrados/Participación    | 15.455                                 | 62,60                                  |
| Provincia de La Rioja 1 Diputado             |                                          |                                        |                                        |                                        |                                        |
| Partido                                      | Partido                                  | Candidato                              | Candidato                              | Votos                                  | %                                      |
|                                              | Unión Cívica Radical                     | José E. Páez                           | José E. Páez                           | 8.490                                  | 99,30                                  |
|                                              | Otros                                    | Francisco Álamo                        | Francisco Álamo                        | 22                                     | 0,26                                   |
|                                              | Otros                                    | Francisco Baigorrí                     | Francisco Baigorrí                     | 7                                      | 0,08                                   |
|                                              | Otros                                    | Néstor Garza                           | Néstor Garza                           | 6                                      | 0,07                                   |
|                                              | Otros                                    | Agenor Saladillo                       | Agenor Saladillo                       | 5                                      | 0,06                                   |
|                                              | Otros                                    | César Reyes                            | César Reyes                            | 4                                      | 0,05                                   |
|                                              | Otros                                    | Lindor Martínez                        | Lindor Martínez                        | 2                                      | 0,02                                   |
|                                              | Otros                                    | Donato Córdoba                         | Donato Córdoba                         | 2                                      | 0,02                                   |
|                                              | Otros                                    | José Juárez                            | José Juárez                            | 2                                      | 0,02                                   |
|                                              | Otros                                    | José Albarracín                        | José Albarracín                        | 1                                      | 0,01                                   |
|                                              | Otros                                    | Oscar César Puyo                       | Oscar César Puyo                       | 1                                      | 0,01                                   |
|                                              | Otros                                    | Juan de Dios Vera                      | Juan de Dios Vera                      | 1                                      | 0,01                                   |
|                                              | Otros                                    | Salvador de la Colina                  | Salvador de la Colina                  | 1                                      | 0,01                                   |
|                                              | Otros                                    | Guillermo Sotomayor                    | Guillermo Sotomayor                    | 1                                      | 0,01                                   |
|                                              | Otros                                    | Francisco Pérez                        | Francisco Pérez                        | 1                                      | 0,01                                   |
|                                              | Otros                                    | Fenelón Llanos                         | Fenelón Llanos                         | 1                                      | 0,01                                   |
|                                              | Otros                                    | Jacinto Pizarro                        | Jacinto Pizarro                        | 1                                      | 0,01                                   |
|                                              | Otros                                    | Serafín Contreras                      | Serafín Contreras                      | 1                                      | 0,01                                   |
|                                              | Otros                                    | Primo Moreno                           | Primo Moreno                           | 1                                      | 0,01                                   |
| Votos positivos                              | Votos positivos                          | Votos positivos                        | Votos positivos                        | 8.550                                  | 88,83                                  |
| Votos en blanco                              | Votos en blanco                          | Votos en blanco                        | Votos en blanco                        | 1.070                                  | 11,12                                  |
| Diferencia de actas                          | Diferencia de actas                      | Diferencia de actas                    | Diferencia de actas                    | 5                                      | 0,05                                   |
| Total de votos                               | Total de votos                           | Total de votos                         | Total de votos                         | 9.625                                  | 100                                    |
| Electores registrados/Participación          | Electores registrados/Participación      | Electores registrados/Participación    | Electores registrados/Participación    | 19.207                                 | 50,11                                  |
| Provincia de Mendoza 3 Diputados             |                                          |                                        |                                        |                                        |                                        |
| Partido                                      | Partido                                  | Candidato                              | Votos al candidato                     | Votos al partido                       | %                                      |
|                                              | Unión Cívica Radical                     | Carlos Gallegos Moyano                 | 17.850                                 | 17.850                                 | 72,58                                  |
| Aníbal Cabrera                               | Unión Cívica Radical                     | 17.756                                 |                                        | 17.850                                 | 72,58                                  |
|                                              | Concentración Popular                    | Julio César Raffo de la Reta           | 4.582                                  | 4.582                                  | 18,63                                  |
| Silvestre Peña y Lillo                       | Concentración Popular                    | 3.552                                  |                                        | 4.582                                  | 18,63                                  |
|                                              | Partido Socialista                       | Ramón Morey                            | 2.033                                  | 2.033                                  | 8,27                                   |
| Santiago G. Castromán                        | Partido Socialista                       | 1.836                                  |                                        | 2.033                                  | 8,27                                   |
|                                              | Otros                                    | Otros                                  | Otros                                  | 130                                    | 0,53                                   |
| Votos positivos                              | Votos positivos                          | Votos positivos                        | Votos positivos                        | 24.595                                 | 97,02                                  |
| Votos en blanco                              | Votos en blanco                          | Votos en blanco                        | Votos en blanco                        | 515                                    | 2,03                                   |
| Diferencia de actas                          | Diferencia de actas                      | Diferencia de actas                    | Diferencia de actas                    | 241                                    | 0,95                                   |
| Total de votos                               | Total de votos                           | Total de votos                         | Total de votos                         | 25.351                                 | 100                                    |
| Electores registrados/Participación          | Electores registrados/Participación      | Electores registrados/Participación    | Electores registrados/Participación    | 49.141                                 | 51,59                                  |
| Provincia de Salta 2 Diputados               |                                          |                                        |                                        |                                        |                                        |
| Partido                                      | Partido                                  | Candidato                              | Votos al candidato                     | Votos al partido                       | %                                      |
|                                              | Unión Provincial                         | Macedonio Aranda                       | 8.646                                  | 8.646                                  | 79,23                                  |
| Moisés J. Oliva                              | Unión Provincial                         | 8.636                                  |                                        | 8.646                                  | 79,23                                  |
|                                              | Unión Cívica Radical                     | José M. Romero Escobar                 | 2.237                                  | 2.237                                  | 20,50                                  |
| Joaquín Castellanos                          | Unión Cívica Radical                     | 2.235                                  |                                        | 2.237                                  | 20,50                                  |
|                                              | Partido Socialista                       | Mario Bravo                            | 20                                     | 20                                     | 0,18                                   |
| Antonio Zaccagnini                           | Partido Socialista                       | 20                                     |                                        | 20                                     | 0,18                                   |
|                                              | Otros                                    | Carlos Outes                           | 1                                      | 1                                      | 0,01                                   |
|                                              | Otros                                    | Aniceto Latorre                        | 1                                      | 1                                      | 0,01                                   |
|                                              | Otros                                    | David M. Saravia                       | 1                                      | 1                                      | 0,01                                   |
|                                              | Otros                                    | Eduardo Martínez                       | 1                                      | 1                                      | 0,01                                   |
|                                              | Otros                                    | Manuel R. Alvarado                     | 1                                      | 1                                      | 0,01                                   |
|                                              | Otros                                    | Belgrano Dávalos                       | 1                                      | 1                                      | 0,01                                   |
|                                              | Otros                                    | Ricardo Zorrilla                       | 1                                      | 1                                      | 0,01                                   |
|                                              | Otros                                    | Florentín Linares                      | 1                                      | 1                                      | 0,01                                   |
|                                              | Otros                                    | Carlos Pagliari                        | 1                                      | 1                                      | 0,01                                   |
|                                              | Otros                                    | J. Ricardo Terán                       | 1                                      | 1                                      | 0,01                                   |
| Votos positivos                              | Votos positivos                          | Votos positivos                        | Votos positivos                        | 10.913                                 | 69,32                                  |
| Votos en blanco                              | Votos en blanco                          | Votos en blanco                        | Votos en blanco                        | 4.754                                  | 30,20                                  |
| Diferencia de actas                          | Diferencia de actas                      | Diferencia de actas                    | Diferencia de actas                    | 76                                     | 0,48                                   |
| Total de votos                               | Total de votos                           | Total de votos                         | Total de votos                         | 15.743                                 | 100                                    |
| Electores registrados/Participación          | Electores registrados/Participación      | Electores registrados/Participación    | Electores registrados/Participación    | 32.347                                 | 48,67                                  |
| Provincia de San Juan 1 Diputado             |                                          |                                        |                                        |                                        |                                        |
| Partido                                      | Partido                                  | Candidato                              | Candidato                              | Votos                                  | %                                      |
|                                              | Unión Cívica Radical                     | Marcial V. Quiroga                     | Marcial V. Quiroga                     | 9.141                                  | 53,07                                  |
|                                              | Concentración Popular                    | Marco A. Zalazar                       | Marco A. Zalazar                       | 7.060                                  | 40,99                                  |
|                                              | Partido Socialista                       | Fernando Soldati                       | Fernando Soldati                       | 998                                    | 5,79                                   |
|                                              | Otros                                    | Federico Cantoni                       | Federico Cantoni                       | 9                                      | 0,05                                   |
|                                              | Otros                                    | Pedro Segundo Elizondo                 | Pedro Segundo Elizondo                 | 5                                      | 0,03                                   |
|                                              | Otros                                    | Fermín A.                              | Fermín A.                              | 2                                      | 0,01                                   |
|                                              | Otros                                    | José Pedro Silva                       | José Pedro Silva                       | 2                                      | 0,01                                   |
|                                              | Otros                                    | León Padilla                           | León Padilla                           | 1                                      | 0,01                                   |
|                                              | Otros                                    | Mario [...]                            | Mario [...]                            | 1                                      | 0,01                                   |
|                                              | Otros                                    | Carlos Conforti                        | Carlos Conforti                        | 1                                      | 0,01                                   |
|                                              | Otros                                    | B. Peroma                              | B. Peroma                              | 1                                      | 0,01                                   |
|                                              | Otros                                    | Pascual [...]                          | Pascual [...]                          | 1                                      | 0,01                                   |
|                                              | Otros                                    | Juan [...] Videla                      | Juan [...] Videla                      | 1                                      | 0,01                                   |
|                                              | Otros                                    | Arturo de la Rosa Ponte                | Arturo de la Rosa Ponte                | 1                                      | 0,01                                   |
| Votos positivos                              | Votos positivos                          | Votos positivos                        | Votos positivos                        | 17.224                                 | 97,62                                  |
| Votos en blanco                              | Votos en blanco                          | Votos en blanco                        | Votos en blanco                        | 420                                    | 2,38                                   |
| Total de votos                               | Total de votos                           | Total de votos                         | Total de votos                         | 17.644                                 | 100                                    |
| Electores registrados/Participación          | Electores registrados/Participación      | Electores registrados/Participación    | Electores registrados/Participación    | 25.475                                 | 69,26                                  |
| Provincia de Santa Fe 6 Diputados            |                                          |                                        |                                        |                                        |                                        |
| Partido                                      | Partido                                  | Candidato                              | Votos al candidato                     | Votos al partido                       | %                                      |
|                                              | Unión Cívica Radical Disidente           | Ricardo Caballero                      | 32.225                                 | 32.225                                 | 39,86                                  |
| Ricardo Aldao                                | Unión Cívica Radical Disidente           | 32.225                                 |                                        | 32.225                                 | 39,86                                  |
| Guillermo Lehmann                            | Unión Cívica Radical Disidente           | 31.937                                 |                                        | 32.225                                 | 39,86                                  |
| Federico Ramona Mingrand                     | Unión Cívica Radical Disidente           | 31.451                                 |                                        | 32.225                                 | 39,86                                  |
|                                              | Unión Cívica Radical                     | Juan Luis Ferrarotti                   | 23.570                                 | 23.570                                 | 29,15                                  |
| Enrique Mosca                                | Unión Cívica Radical                     | 23.121                                 |                                        | 23.570                                 | 29,15                                  |
| Calixto A. Rodríguez                         | Unión Cívica Radical                     | 21.853                                 |                                        | 23.570                                 | 29,15                                  |
| Armando G. Antille                           | Unión Cívica Radical                     | 21.741                                 |                                        | 23.570                                 | 29,15                                  |
|                                              | Partido Demócrata Progresista            | Lisandro de la Torre                   | 22.793                                 | 22.793                                 | 28,19                                  |
| Luciano Molinas                              | Partido Demócrata Progresista            | 22.312                                 |                                        | 22.793                                 | 28,19                                  |
|                                              | Partido Socialista                       | Juan L. Wilhelm                        | 1.767                                  | 1.767                                  | 2,19                                   |
| José Vescovo                                 | Partido Socialista                       | 1.761                                  |                                        | 1.767                                  | 2,19                                   |
| César Fornari (h)                            | Partido Socialista                       | 1.736                                  |                                        | 1.767                                  | 2,19                                   |
| Luis Stegagnini                              | Partido Socialista                       | 1.734                                  |                                        | 1.767                                  | 2,19                                   |
|                                              | Otros                                    | Leonidas Loza                          | 106                                    | 106                                    | 0,13                                   |
|                                              | Otros                                    | Francisco Elizalde                     | 62                                     | 62                                     | 0,08                                   |
|                                              | Otros                                    | Elías de la Puente                     | 29                                     | 29                                     | 0,04                                   |
|                                              | Otros                                    | Juan Quijano                           | 20                                     | 20                                     | 0,02                                   |
|                                              | Otros                                    | José Bertotto                          | 13                                     | 13                                     | 0,02                                   |
|                                              | Otros                                    | Manuel Acevedo Rosas                   | 10                                     | 10                                     | 0,01                                   |
|                                              | Otros                                    | Giani Spera in Dio                     | 9                                      | 9                                      | 0,01                                   |
|                                              | Otros                                    | Antonio Devoto                         | 9                                      | 9                                      | 0,01                                   |
|                                              | Otros                                    | Emilio Cardarelli                      | 9                                      | 9                                      | 0,01                                   |
|                                              | Otros                                    | Felipe Gamboa                          | 7                                      | 7                                      | 0,01                                   |
|                                              | Otros                                    | José Simonetti                         | 6                                      | 6                                      | 0,01                                   |
|                                              | Otros                                    | Juan Milani                            | 6                                      | 6                                      | 0,01                                   |
|                                              | Otros                                    | B. Sánchez                             | 5                                      | 5                                      | 0,01                                   |
|                                              | Otros                                    | Carlos Seligmann                       | 5                                      | 5                                      | 0,01                                   |
|                                              | Otros                                    | Carlos Quilici                         | 4                                      | 4                                      | 0,00                                   |
|                                              | Otros                                    | Agustín Araya                          | 3                                      | 3                                      | 0,00                                   |
|                                              | Otros                                    | C. Aguirre                             | 3                                      | 3                                      | 0,00                                   |
|                                              | Otros                                    | Juan Cepeda                            | 3                                      | 3                                      | 0,00                                   |
|                                              | Otros                                    | Miguel J. Culaciati                    | 3                                      | 3                                      | 0,00                                   |
|                                              | Otros                                    | Teófilo Dufraudt                       | 3                                      | 3                                      | 0,00                                   |
|                                              | Otros                                    | Conrado L. Frutos                      | 3                                      | 3                                      | 0,00                                   |
|                                              | Otros                                    | A. González Zimmermann                 | 3                                      | 3                                      | 0,00                                   |
|                                              | Otros                                    | Néstor de Iriondo                      | 3                                      | 3                                      | 0,00                                   |
|                                              | Otros                                    | Daniel Infante                         | 3                                      | 3                                      | 0,00                                   |
|                                              | Otros                                    | Roque Viggiano                         | 3                                      | 3                                      | 0,00                                   |
|                                              | Otros                                    | A. Oneto                               | 3                                      | 3                                      | 0,00                                   |
|                                              | Otros                                    | José M. Zavalla                        | 3                                      | 3                                      | 0,00                                   |
|                                              | Otros                                    | 23 candidatos con dos votos cada uno   | 46                                     | 46                                     | 0,06                                   |
|                                              | Otros                                    | 112 candidatos con un voto cada uno    | 112                                    | 112                                    | 0,14                                   |
| Total de votos                               | Total de votos                           | Total de votos                         | Total de votos                         | 80.849                                 | 100                                    |
| Electores registrados/Participación          | Electores registrados/Participación      | Electores registrados/Participación    | Electores registrados/Participación    | 140.304                                | 57,62                                  |
| Provincia de Santiago del Estero 2 Diputados |                                          |                                        |                                        |                                        |                                        |
| Partido                                      | Partido                                  | Candidato                              | Votos al candidato                     | Votos al partido                       | %                                      |
|                                              | Unión Democrática                        | Nicanor Salvatierra                    | Sin datos                              | 9.220                                  | 83,58                                  |
| Agustín Olmedo                               | Unión Democrática                        | Sin datos                              |                                        | 9.220                                  | 83,58                                  |
|                                              | Partido Socialista                       | Sin datos                              | Sin datos                              | 706                                    | 6,40                                   |
|                                              | Por la Intervención Nacional             | Sin datos                              | Sin datos                              | 690                                    | 6,25                                   |
|                                              | Juventud Independiente                   | Sin datos                              | Sin datos                              | 416                                    | 3,77                                   |
| Votos positivos                              | Votos positivos                          | Votos positivos                        | Votos positivos                        | 11.032                                 | 88,19                                  |
| Votos en blanco                              | Votos en blanco                          | Votos en blanco                        | Votos en blanco                        | 1.477                                  | 11,81                                  |
| Total de votos                               | Total de votos                           | Total de votos                         | Total de votos                         | 12.509                                 | 100                                    |
| Electores registrados/Participación          | Electores registrados/Participación      | Electores registrados/Participación    | Electores registrados/Participación    | 65.736                                 | 19,03                                  |
| Provincia de Tucumán 5 Diputados             |                                          |                                        |                                        |                                        |                                        |
| Partido                                      | Partido                                  | Candidato                              | Votos al candidato                     | Votos al partido                       | %                                      |
|                                              | Unión Cívica Radical                     | Eduardo Padilla                        | 17.560                                 | 17.560                                 | 46,01                                  |
| Carlos A. Uttinger                           | Unión Cívica Radical                     | 16.931                                 |                                        | 17.560                                 | 46,01                                  |
| Miguel A. Aráoz                              | Unión Cívica Radical                     | 16.729                                 |                                        | 17.560                                 | 46,01                                  |
| Octaviano Vera                               | Unión Cívica Radical                     | 16.512                                 |                                        | 17.560                                 | 46,01                                  |
|                                              | Partido Liberal de Tucumán               | Ernesto Padilla                        | 14.054                                 | 14.054                                 | 36,82                                  |
| Melitón Camaño                               | Partido Liberal de Tucumán               | Sin datos                              |                                        | 14.054                                 | 36,82                                  |
| León Rougés                                  | Partido Liberal de Tucumán               | Sin datos                              |                                        | 14.054                                 | 36,82                                  |
| Nicanor Posse                                | Partido Liberal de Tucumán               | Sin datos                              |                                        | 14.054                                 | 36,82                                  |
|                                              | Unión Cívica Radical Disidente           | Sin datos                              | Sin datos                              | 4.318                                  | 11,31                                  |
|                                              | Partido Socialista                       | Sin datos                              | Sin datos                              | 2.235                                  | 5,86                                   |
| Votos positivos                              | Votos positivos                          | Votos positivos                        | Votos positivos                        | 38.167                                 | 94,06                                  |
| Diferencia de actas                          | Diferencia de actas                      | Diferencia de actas                    | Diferencia de actas                    | 2.410                                  | 5,94                                   |
| Total de votos                               | Total de votos                           | Total de votos                         | Total de votos                         | 40.577                                 | 100                                    |
| Electores registrados/Participación          | Electores registrados/Participación      | Electores registrados/Participación    | Electores registrados/Participación    | 84.300                                 | 48,13                                  |

1. ↑  Electo para completar el mandato de Marcelo T. de Alvear (1916-1920).
2. ↑  Renunció el 2 de abril de 1919, no fue reemplazado.
3. ↑  Electo para completar el mandato de Domingo Salaberry (1916-1920).
4. ↑  Renunció el 6 de marzo de 1920, no fue reemplazado.
5. ↑  Electo para completar el mandato de José Luis Cantilo (1916-1920).
6. ↑  Renunció el 8 de enero de 1919, reemplazado por José O. Casas (UCR) en una elección especial el 23 de marzo de 1919.
7. ↑  Renunció el 8 de abril de 1922, no fue reemplazado.
8. ↑  Electo para completar el mandato de Elpidio González (1916-1920).
9. ↑  Renunció el 21 de mayo de 1919, no fue reemplazado.
10. ↑  Renuncia aceptada el 8 de febrero de 1922, no fue reemplazado.
11. ↑  Falleció el 5 de abril de 1921, no fue reemplazado.
12. ↑  Falleció el 31 de agosto de 1918, reemplazado por Miguel Laurencena (UCR) en una elección especial el 16 de marzo de 1919.
13. ↑  Renunció el 23 de septiembre de 1918, reemplazado por Alberto H. Carosini (UCR) en una elección especial el 16 de marzo de 1919.
14. ↑  Falleció el 6 de septiembre de 1919, no fue reemplazado.
15. ↑  Renunció el 2 de abril de 1919, reemplazado por Arturo Anello (UCR-D) en una elección especial el 7 de septiembre de 1919.
16. ↑  Renunció el 9 de mayo de 1920, reemplazado por Romeo David Saccone (UCR) en una elección especial el 25 de julio de 1920.
17. ↑  Juan M. Bullo, B. Bustos, César A. Berraz, Francisco E. Correa, José Canuto, Alberto Casanova, Juan A. Fernández, Enrique Hugentobler, Pedro Goyenechea, José García, Luis Martini, Noé S. Martorelli, Ángel Mosjoan, G. Muanis, A. Rodríguez, Atilio Rovere, A. Tariani, Benigno Salvatierra, Ramón Santa Cruz, Pedro S. Saltti, Paulino Sánchez, Otto F. Söhle y Carlos Cuminitti.
18. ↑  José J. Amavet, Jorge Amarante, Samuel Alcácer, A. P. Aldao, David N. Arias, José Araya, R. Araya, Abigliano, José Octavio Bedrilli, A. G. Benzo, Félix Borle, Adolfo Bori, Jorge B. Bon, Bagnarol, Vicente Badeale, Emilio Basualdo, Hermenegildo Basualdo, Luis Basabilbaso, Brancatti, Emilio Caliki, Fidel Casagrande, A. Campanella, Jorge Campdesuñe, Castañeda, R. Campo, Ambrosio Castalizzi, Luis Calderón, D. Carlomagno, Rafael Caronina, Ignacio Crespo, Ángel Chavarri, Alfredo Costa, P. R. Couteret, Alfonso Culasso, D. Cuitiño, J. Martín Cuestiño, Alfonso Durán, A. Dueto, Francisco Escarabino, Antonio De Salvi, César Fornari, A. Franco,, Silvio Francesi, José Constanza, Juan Fillipini, Isaac Francioni, Funes, Eduardo Ferreyra, Finirello, Domingo Feriche, Fermocelle, Fariña, Fenicio, B. Hidalgo, Nemesio Herrera, P. Hosedia, José Garin, Luis V. González, Gallini, Feliciano González, Manuel García, Agustín Gatti, Alcides Greca, Daniel Gollán, Guillermo F. Kehoe, Ángel Imperiale, Miguel Da Rosa, Luis Lamas Freyre, F. Duarte, F. López, Cipriano López, Juan Luchtemberg, Alejandro Nogués, Juan B. Nigro, Manuel Nogueras, Alberto Orellano, Nicanor Molinas, Esteban Mandrilli, J. Martí, Martínez Zuviría, Alberto J. Mazza, Andrés Macaño, José Mut, Martín Munuse, Ernesto Pance, A. Paulini, Palermo, Miguel Pérez, C. Pito, Adolfo Quilici, C. A. Ripamonti, G. A. Rovasu, Rivarola, Amadeo Ramírez, Gustavo Romeo, A. Repetto, Enrique Thedy, Ulloa, E. Salas, G. Sugasti, Mariano Voguera, Carlos Ville Ville, Bienvenido Vera, Justo L. Vera, Hermenegildo Zuviría, Eliseo M. Videla, Tomás Velle, Luis A. Vila, D. Segovia, Sergas, Pedro Serodino, y Sforza.
19. 1 2  Elección anulada por la Junta Electoral y aceptada por la Cámara de Diputados el 7 de agosto de 1918.
20. ↑  Falleció el 12 de septiembre de 1921, no fue reemplazado.
21. ↑  Falleció el 16 de julio de 1918, reemplazado por León Rougés (Partido Liberal de Tucumán) en una elección especial el 30 de marzo de 1919.
22. ↑  Renunció el 1 de febrero de 1922, no fue reemplazado.

## Elecciones parciales
Elecciones especiales para completar vacancias.
| Capital Federal 2 Diputados 23 de marzo de 1919                            | Capital Federal 2 Diputados 23 de marzo de 1919 | Capital Federal 2 Diputados 23 de marzo de 1919 | Capital Federal 2 Diputados 23 de marzo de 1919 | Capital Federal 2 Diputados 23 de marzo de 1919 | Capital Federal 2 Diputados 23 de marzo de 1919 |
| Partido                                                                    | Partido                                         | Candidato                                       | Votos al candidato                              | Votos al partido                                | %                                               |
| -------------------------------------------------------------------------- | ----------------------------------------------- | ----------------------------------------------- | ----------------------------------------------- | ----------------------------------------------- | ----------------------------------------------- |
|                                                                            | Partido Socialista                              | Federico Pinedo (h)                             | 56.418                                          | 56.418                                          | 39,66                                           |
| Agustín S. Muzio                                                           | Partido Socialista                              | 51.509                                          |                                                 | 56.418                                          | 39,66                                           |
|                                                                            | Unión Cívica Radical                            | José O. Casás                                   | 54.749                                          | 54.749                                          | 38,49                                           |
| José Luis Cantilo                                                          | Unión Cívica Radical                            | 54.316                                          |                                                 | 54.749                                          | 38,49                                           |
|                                                                            | Partido Socialista Argentino                    | Alfredo Palacios                                | 23.772                                          | 23.772                                          | 16,71                                           |
| Juan F. Mantecón                                                           | Partido Socialista Argentino                    | 8.398                                           |                                                 | 23.772                                          | 16,71                                           |
|                                                                            | Partido Socialista Internacional                | Alberto Palcos                                  | 3.016                                           | 3.016                                           | 2,12                                            |
| José Fernando Penelón                                                      | Partido Socialista Internacional                | 3.006                                           |                                                 | 3.016                                           | 2,12                                            |
|                                                                            |                                                 | Juan M. Obarrio                                 | 2.552                                           | 2.552                                           | 1,79                                            |
|                                                                            | Partido Feminista Nacional                      | Julieta Lanteri                                 | 1.730                                           | 1.730                                           | 1,22                                            |
|                                                                            |                                                 |                                                 |                                                 |                                                 |                                                 |
| Votos válidos                                                              | Votos válidos                                   | Votos válidos                                   | Votos válidos                                   | 142.237                                         | 91,97                                           |
| Diferencia de actas                                                        | Diferencia de actas                             | Diferencia de actas                             | Diferencia de actas                             | 12.423                                          | 8,03                                            |
| Total de votantes                                                          | Total de votantes                               | Total de votantes                               | Total de votantes                               | 154.660                                         | 100                                             |
| Electores registrados/participación                                        | Electores registrados/participación             | Electores registrados/participación             | Electores registrados/participación             | 211.624                                         | 73,08                                           |
| Provincia de Entre Ríos 2 Diputados 16 y 30 de marzo de 1919               |                                                 |                                                 |                                                 |                                                 |                                                 |
| Partido                                                                    | Partido                                         | Candidato                                       | Votos al candidato                              | Votos al partido                                | %                                               |
|                                                                            | Unión Cívica Radical                            | Miguel Laurencena                               | 26.268                                          | 26.268                                          | 49,91                                           |
| Alberto H. Carosini                                                        | Unión Cívica Radical                            | 26.197                                          |                                                 | 26.268                                          | 49,91                                           |
|                                                                            | Concentración Popular                           | Juan Antonio González Calderón                  | 25.077                                          | 25.077                                          | 47,64                                           |
| Leopoldo Monzón                                                            | Concentración Popular                           | 25.057                                          |                                                 | 25.077                                          | 47,64                                           |
|                                                                            | Partido Socialista                              | Carlos A. Rossi                                 | 1.157                                           | 1.157                                           | 2,20                                            |
| Julio Serebrinsky                                                          | Partido Socialista                              | 1.142                                           |                                                 | 1.157                                           | 2,20                                            |
| Votos varios                                                               | Votos varios                                    | Votos varios                                    | Votos varios                                    | 134                                             | 0,25                                            |
|                                                                            |                                                 |                                                 |                                                 |                                                 |                                                 |
| Votos válidos                                                              | Votos válidos                                   | Votos válidos                                   | Votos válidos                                   | 52.636                                          | 95,25                                           |
| Votos en blanco                                                            | Votos en blanco                                 | Votos en blanco                                 | Votos en blanco                                 | 2.626                                           | 4,75                                            |
| Votos impugnados                                                           | Votos impugnados                                | Votos impugnados                                | Votos impugnados                                | 1                                               | 0,00                                            |
| Total de votantes                                                          | Total de votantes                               | Total de votantes                               | Total de votantes                               | 55.263                                          | 100                                             |
| Electores registrados/participación                                        | Electores registrados/participación             | Electores registrados/participación             | Electores registrados/participación             | 94.560                                          | 58,44                                           |
| Provincia de Mendoza 1 Diputado 12 de mayo de 1918                         |                                                 |                                                 |                                                 |                                                 |                                                 |
| Partido                                                                    | Partido                                         | Candidato                                       | Candidato                                       | Votos                                           | %                                               |
|                                                                            | Unión Cívica Radical                            | Francisco Rubilar                               | Francisco Rubilar                               | 18.856                                          | 98,81                                           |
| Votos varios                                                               | Votos varios                                    | Votos varios                                    | Votos varios                                    | 228                                             | 1,19                                            |
|                                                                            |                                                 |                                                 |                                                 |                                                 |                                                 |
| Votos válidos                                                              | Votos válidos                                   | Votos válidos                                   | Votos válidos                                   | 19.084                                          | 82,71                                           |
| Votos en blanco                                                            | Votos en blanco                                 | Votos en blanco                                 | Votos en blanco                                 | 3.989                                           | 17,29                                           |
| Total de votos                                                             | Total de votos                                  | Total de votos                                  | Total de votos                                  | 23.073                                          | 100                                             |
| Provincia de Santa Fe 1 Diputado 7 y 21 de septiembre de 1919              |                                                 |                                                 |                                                 |                                                 |                                                 |
| Partido                                                                    | Partido                                         | Candidato                                       | Candidato                                       | Votos                                           | %                                               |
|                                                                            | Unión Cívica Radical de Santa Fe                | Arturo Anello                                   | Arturo Anello                                   | 31.108                                          | 83,93                                           |
|                                                                            | Partido Socialista                              | Amílcar Razori                                  | Amílcar Razori                                  | 5.860                                           | 15,81                                           |
| Votos varios                                                               | Votos varios                                    | Votos varios                                    | Votos varios                                    | 96                                              | 0,26                                            |
|                                                                            |                                                 |                                                 |                                                 |                                                 |                                                 |
| Votos válidos                                                              | Votos válidos                                   | Votos válidos                                   | Votos válidos                                   | 37.064                                          | 60,89                                           |
| Votos en blanco                                                            | Votos en blanco                                 | Votos en blanco                                 | Votos en blanco                                 | 23.809                                          | 39,11                                           |
| Total de votantes                                                          | Total de votantes                               | Total de votantes                               | Total de votantes                               | 60.873                                          | 100                                             |
| Provincia de Santiago del Estero 2 Diputados 6 y 20 de abril de 1919       |                                                 |                                                 |                                                 |                                                 |                                                 |
| Partido                                                                    | Partido                                         | Candidato                                       | Votos al candidato                              | Votos al partido                                | %                                               |
|                                                                            | Unión Cívica Radical                            | Manuel C. Cáceres                               | 18.177                                          | 18.177                                          | 60,80                                           |
| Lauro A. Yolde                                                             | Unión Cívica Radical                            | 17.897                                          |                                                 | 18.177                                          | 60,80                                           |
|                                                                            | Unión Democrática                               | Alejandro Gancedo (h)                           | 11.289                                          | 11.289                                          | 37,76                                           |
| Nicanor Salvatierra                                                        | Unión Democrática                               | 10.795                                          |                                                 | 11.289                                          | 37,76                                           |
|                                                                            | Partido Socialista                              | Bernardo Iruzoni                                | 430                                             | 430                                             | 1,44                                            |
| Francisco Aló                                                              | Partido Socialista                              | 423                                             |                                                 | 430                                             | 1,44                                            |
|                                                                            |                                                 |                                                 |                                                 |                                                 |                                                 |
| Votos válidos                                                              | Votos válidos                                   | Votos válidos                                   | Votos válidos                                   | 29.896                                          | 99,34                                           |
| Diferencia de actas                                                        | Diferencia de actas                             | Diferencia de actas                             | Diferencia de actas                             | 198                                             | 0,66                                            |
| Total de votantes                                                          | Total de votantes                               | Total de votantes                               | Total de votantes                               | 30.094                                          | 100                                             |
| Electores registrados/participación                                        | Electores registrados/participación             | Electores registrados/participación             | Electores registrados/participación             | 66.055                                          | 45,56                                           |
| Provincia de Tucumán 2 Diputados 30 de marzo de 1919 y 13 de abril de 1919 |                                                 |                                                 |                                                 |                                                 |                                                 |
| Partido                                                                    | Partido                                         | Candidato                                       | Votos al candidato                              | Votos al partido                                | %                                               |
|                                                                            | Partido Liberal de Tucumán                      | León Rougés                                     | 15.799                                          | 15.799                                          | 43,69                                           |
| Melitón Camaño                                                             | Partido Liberal de Tucumán                      | 15.508                                          |                                                 | 15.799                                          | 43,69                                           |
|                                                                            | Unión Cívica Radical Roja                       | Enrique Galván                                  | 11.866                                          | 11.866                                          | 32,81                                           |
| Horacio Sánchez Loria                                                      | Unión Cívica Radical Roja                       | 10.917                                          |                                                 | 11.866                                          | 32,81                                           |
|                                                                            | Partido Socialista                              | Manuel Grande Alurralde                         | 4.640                                           | 4.640                                           | 12,83                                           |
| Emilio López                                                               | Partido Socialista                              | 4.458                                           |                                                 | 4.640                                           | 12,83                                           |
|                                                                            | Unión Cívica Radical Disidente                  | Ignacio S. Toledo                               | 3.859                                           | 3.859                                           | 10,67                                           |
| Carlos Campero                                                             | Unión Cívica Radical Disidente                  | 3.128                                           |                                                 | 3.859                                           | 10,67                                           |
|                                                                            |                                                 |                                                 |                                                 |                                                 |                                                 |
| Votos válidos                                                              | Votos válidos                                   | Votos válidos                                   | Votos válidos                                   | 36.164                                          | 98,02                                           |
| Votos en blanco                                                            | Votos en blanco                                 | Votos en blanco                                 | Votos en blanco                                 | 730                                             | 1,98                                            |
| Total de votantes                                                          | Total de votantes                               | Total de votantes                               | Total de votantes                               | 36.894                                          | 100                                             |
| Electores registrados/participación                                        | Electores registrados/participación             | Electores registrados/participación             | Electores registrados/participación             | 89.166                                          | 41,38                                           |

1. ↑  Electo para completar el mandato de Fernando Saguier (1916-1920).
2. ↑  Electo para completar el mandato de Tomás Le Bretón (1918-1922).
3. ↑  Electo para completar el mandato de Lucilo B. López (1918-1922).
4. ↑  Electo para completar el mandato de Celestino Marcó (1918-1922).
5. ↑  Electo para completar el mandato de José Néstor Lencinas (1916-1920).
6. ↑  Electo para completar el mandato de Ricardo Caballero (1918-1922).
7. 1 2  Electo para el mandato de 1918-1922, luego de la anulación de la elección general de 1918.
8. ↑  Electo para completar el mandato de Carlos A. Uttinger (1918-1922).
9. ↑  Electo para completar el mandato de Martín S. Berho (1916-1920).

## Consecuencias
Los diputados electos asumieron sus cargos en abril, habiendo 9 bancas vacantes. Fernando Saguier, de la UCR, fue elegido Presidente de la Cámara de Diputados, por lo que ahora tanto el Poder Ejecutivo Nacional como las dos Cámaras legislativas se veían presididas por representantes del radicalismo. Tanto el primer como el segundo vicepresidente fueron también de la UCR: Arturo Goyeneche y Teófilo Sánchez de Bustamante. El 25 de abril de 1919, Arturo Goyeneche asumió el cargo de Presidente de la Cámara, Sánchez de Bustamante el de Primer Vicepresidente, y Valentín Vergara el de Segundo Vicepresidente.
Las renovaciones del Senado, realizadas en abril de 1919, mejoraron significativamente la presencia de la UCR en el cuerpo, donde la oposición a la agenda populista de Yrigoyen había sido más fuerte. El partido ganó 7 de los 10 escaños en juego, incluido el crucial escaño de la Ciudad de Buenos Aires (que hasta 2001 era el único escaño elegido por voto popular mediante Colegio Electoral, y no por las Legislaturas Provinciales), el diputado Vicente Gall , veterano de la lucha de la UCR por el sufragio universal masculino desde la década de 1890, derrotó a los socialistas. Gallo era miembro fundador de la derechista Liga Patriótica Argentina, se benefició de un "Terror Rojo" que se desarrolló en la ciudad durante los disturbios de enero, en lo que se conoció como "Semana Trágica". Sin embargo, cinco de estos nuevos senadores, incluidos tres de la UCR, y los dos senadores de la provincia de San Luis, no pudieron ocupar sus escaños debido a los decretos de intervención del presidente Yrigoyen. Se unieron a los numerosos Gobernadores removidos y presagiaron un profundo cisma en el partido.